# Назміє Муратлі
Назміє Муратлі (ім'я при народженні Назміє Муслу, рід. 13 червня 1979) — турецький пауерліфтер. Паралімпійська чемпіонка 2012 та 2016 років. Володарка світового рекорду з пауерліфтингу, встановленого в 2012 році.

## Біографія
Народилася в Коньї у 1979 році. Внаслідок захворювання параплегією, пересувається на інвалідному кріслі. Освіту отримала вдома.
Займатися пауерліфтингом Муратли порадив її друг. Спочатку вона хотіла кинути пауерліфтинг, так як їй було важко займатися ним, але батьки Муратлі переконали її відновити заняття.

## Кар'єра
Через три місяці після початку занять Муратлі увійшла до складу національної паралімпійської збірної. Вона взяла участь у європейському чемпіонаті, що проходив у Португалії, і завоювала там бронзову медаль.
Двічі, в 2005 і 2006 роках, ставала чемпіоном Туреччини. Брала участь у чемпіонатах Європи, в 2005 році завоювала там бронзу, в 2007 — золото.
На літніх Паралімпійських іграх 2008 року в Пекіні Муратлі посіла четверте місце. На Літніх Паралімпійських іграх 2012 року, що проходили в Лондоні, завоювала золоту медаль і встановила світовий рекорд. На Літніх Паралімпійських іграх 2016 року, що проводилися в Ріо, Муратлі також завоювала золоту медаль.